# Interpretatio Romana
Interpretatio Romana («римское истолкование», «римский перевод») — древнеримская практика заменять имя иноземного, «варварского», божества именем римского, считающегося римлянами каким-либо образом сопоставимым.
Впервые выражение использовано Тацитом в «Германии» (гл. XLIII): «У наханарвалов имеется роща, относящаяся к древнему культу. Ею заведует жрец, в женском наряде, а боги, при истолковании их на римский лад (sed deos interpretatione romana), напоминают Кастора и Поллукса».
Иногда этот процесс включал в себя обширную идентификацию реальных божеств, в то время как в других случаях боги, хотя и имели одно имя, продолжали чётко различаться. Иногда одно и то же иноземное имя могло быть заменено разными латинскими именами, в зависимости от того, какая характеристика бога была выбрана в качестве основы для сравнения.
Наиболее ранняя из подобных романизаций была произведена с греческим пантеоном: таким образом, Зевс стал Юпитером, Афина — Минервой, Тюхе — Фортуной etc. Процесс продолжался по мере того, как римляне вступали в контакт с другими культурами, например, германскими и кельтскими. В частности, германский Водан и кельтский Луг были названы римлянами Меркурием. Только в некоторых случаях иностранные божественные имена были без изменений перенесены в латынь, например, Аполлон и Исида.